# Asplenium nitidum
Asplenium nitidum är en svartbräkenväxtart som beskrevs av Olof Peter Swartz. Asplenium nitidum ingår i släktet Asplenium och familjen Aspleniaceae. Inga underarter finns listade.